# 大邱廣域市立中央圖書館
大邱廣域市立中央圖書館（韓語：대구광역시립중앙도서관）是位於韓國大邱廣域市中區的市立圖書館，於1919年8月10日啟用，館藏目前包括469,559本書和34,236篇論文。

## 外部連結
- 大邱廣域市立中央圖書館 （页面存档备份，存于） 